# Juan Ríos Cantú
Juan Ríos Cantú (Reynosa, 13 de noviembre de 1974) es un actor de televisión mexicano.   

## Filmografía

### Películas
| Año  | Título                     | Role                | Notas        |
| ---- | -------------------------- | ------------------- | ------------ |
| 1981 | Zoot Suit                  | Cuervo              |              |
| 2002 | Francisca                  | Rol desconocido     |              |
| 2002 | El tigre de Santa Julia    | Pedro Luna          |              |
| 2003 | Tu mataste a Tarantino     | Rol desconocido     | Cortometraje |
| 2004 | Apretón de Puerto Vallarta | Inspector           |              |
| 2005 | La noche de siempre        | Alfredo             | Cortometraje |
| 2005 | Bitácora                   | Rol desconocido     | Cortometraje |
| 2006 | Cansada de besar sapos     | Asistente Roberto   |              |
| 2006 | Mar de sueños              | Cristóbal           |              |
| 2006 | Así del precipicio         | Ramiro              |              |
| 2007 | Párpados azules            | Párpados Azules, él |              |
| 2007 | El resultado del amor      | Don Río             |              |
| 2007 | Niña que espera            | Rol desconocido     | Cortometraje |
| 2007 | Todos los días son tuyos   | Gallego             |              |
| 2008 | El vengador                | Rol desconocido     | Cortometraje |
| 2009 | Gravedad                   | Capellán            | Cortometraje |
| 2010 | No eres tú, soy yo         | Martín              |              |
| 2011 | La otra familia            | Agustín             |              |
| 2011 | Días de gracia             | Ramiro              |              |
| 2013 | El otro Cochiloco          | Gerardo Medina      |              |
| 2015 | Soledad                    | Bagazo              | Cortometraje |
| 2016 | Rumbos paralelos           | Lic. Huerta         |              |
| 2017 | Como te ves me vi          | Gerardo Quiñones    |              |
| 2020 | Cuidado con lo que deseas  | Bernardo            |              |

### Televisión
| Año       | Título                       | Roles                              | Notas                                          |
| --------- | ---------------------------- | ---------------------------------- | ---------------------------------------------- |
| 1997      | Esmeralda                    | Claudio                            |                                                |
| 1999      | Tres mujeres                 | La Carita                          |                                                |
| 1999      | Cuentos para solitarios      | Richú                              | Episodio: "La mano"                            |
| 2000      | Ramona                       | El Norteño                         |                                                |
| 2000      | El derecho de nacer          | Raúl de la Reguera                 |                                                |
| 2001-2005 | Mujer, casos de la vida real | Varios roles                       | 5 episodios                                    |
| 2003      | Ladrón de corazones          | Emilio Escobar                     |                                                |
| 2007      | Lola, érase una vez          | Eduardo                            |                                                |
| 2008      | Mujeres asesinas             | Pablo                              | Episodio: "Marta, asfixiante"                  |
| 2009      | Tiempo final                 | Bernardo                           | Episodio: "El hijo perfecto"                   |
| 2010-2011 | Para volver a amar           | Faber Esparza                      | Serie regular; 143 episodios                   |
| 2012      | Infames                      | Ignacio Cabello                    |                                                |
| 2013      | Gossip Girl Acapulco         | Gerardo Fuenmayor                  | Episodio: "12 uvas"                            |
| 2013      | Las trampas del deseo        | Álvaro Luján                       |                                                |
| 2013      | El Señor de los Cielos       | Daniel Jiménez Arroyo "El Letrudo" | Papel recurrente ( temporada 1 ); 61 episodios |
| 2015      | Amor de barrio               | Saúl                               | 2 episodios                                    |
| 2016      | Hasta que te conocí          | David Bencomo                      | 3 episodios                                    |
| 2016-2017 | La Doña                      | Rafael Cabral                      | Serie regular (temporada 1); 106 episodios     |
| 2017      | El Chema                     | Daniel Jiménez Arroyo "El Letrudo" | Papel recurrente (temporada 1); 11 episodios   |
| 2017      | Nada personal                | Salvador Suárez                    |                                                |
| 2017      | Club de Cuervos              | Director comercial                 | Episodio: "Iglesia y Estado"                   |
| 2017      | 3 familias                   | César Guerra                       |                                                |
| 2019      | Cuna de lobos                | Omar Vega                          | Rol recurrente; 25 episodios                   |
| 2024      | Mujeres asesinas             | Adolfo                             | Episodio: Hortencia                            |
| 2025      | Con esa misma mirada         | Bernardo                           | Papel recurrente                               |